# Strip!
Strip! er et dansk tidsskrift om danske og udenlandske tegneserier, der udgives af Forlaget Fahrenheit. Der er siden 1998 udkommet fire numre om året.